# القفارة (مهنة تقليدية)
القفارة؛ مهنة تقليدية وتعني اقتفاء الأثر، يختص بها الرجال، ويسمى من يمتهنها القفّار.

## كيفيتها
القفارة من الوظائف الاجتماعية المعروفة التي تتلخص في الآتي:
- أنها تخدم كلا من الوالي وشيخ المنطقة والقاضي.
- اقتفاء أثر السارقين أو المفقودين أو الحيوانات الضالة.
- يدفع للقفار أجر لقاء هذه المهنة.[2]

## متطلباتها
تتطلب القفارة وجود الصفات التالية في القفار:
- الفراسة والدقة والذكاء والمعرفة.
- حسن اقتفاء الأثر وتتبعه.[2]

## وصلات خارجية
- ما هو قصاص الأثر ؟.. وأبرز صفاته ومميزاته
- هي الفراسة في تتبع الأثر ومعرفة مسارات الركبان
- تتبع الاثر